# Pixel 7
Pixel 7 и Pixel 7 Pro — это пара Android-смартфонов, спроектированных, разработанных и продаваемых компанией Google в рамках линейки Google Pixel. Они являются преемниками Pixel 6 и Pixel 6 Pro соответственно. Впервые телефоны были представлены в мае 2022 года во время ключевой презентации Google I/O. Они работают на чипе Google Tensor второго поколения и имеют дизайн, схожий с дизайном серии Pixel 6. Они поставляются с операционной системой Android 13.
Pixel 7 и Pixel 7 Pro были официально анонсированы 6 октября 2022 года на ежегодном мероприятии Made by Google и выпущены в США 13 октября.

## История
Pixel 7 и Pixel 7 Pro были предварительно представлены компанией Google 11 мая 2022 года во время ключевой презентации Google I/O 2022. Во время ключевой презентации компания подтвердила, что телефоны будут оснащены системой-на-чипе (SoC) Google Tensor второго поколения, которая находилась в разработке до октября 2021 года. Телефоны были одобрены Федеральной комиссией по связи (FCC) в августе 2022 года. Google официально анонсировал телефоны 6 октября 2022 года на ежегодном мероприятии Made by Google, а 13 октября они стали доступны в 17 странах. Телефоны были произведены компанией Foxconn во Вьетнаме, перенеся производство из южного Китая. Во время мероприятия по запуску Google также анонсировал официальные чехлы для телефонов, которые стали доступны для предварительного заказа в тот же день с тремя цветовыми вариантами для каждого телефона. Предварительные заказы на телефоны начались в тот же день, что и анонс.

## Технические характеристики

### Дизайн
Pixel 7 и Pixel 7 Pro имеют двухцветную заднюю панель и большую рамку камеры, представленную в Pixel 6 и Pixel 6 Pro, при этом рамка камеры теперь сделана из алюминия. На передней панели телефонов также сохранился центральный вырез дисплея, как у Pixel 6. Они доступны в трех цветах: Obsidian, Lemongrass и Snow для Pixel 7; и Obsidian, Hazel и Snow для Pixel 7 Pro.

### Аппаратное обеспечение
Pixel 7 имеет 6,3-дюймовый (160 мм) FHD+ 1080p OLED дисплей с разрешением 416 ppi с разрешением 1080 × 2400 пикселей и соотношением 20:9, а Pixel 7 Pro имеет 6,7-дюймовый (170 мм) QHD+ 1440p LTPO OLED дисплей с разрешением 512 ppi с разрешением 1440 × 3120 пикселей и соотношением 19,5:9. Pixel 7 имеет частоту обновления 90 Гц, а Pixel 7 Pro — 120 Гц с переменной частотой обновления. Оба телефона оснащены 50-мегапиксельной широкоугольной задней камерой и 12-мегапиксельной ультраширокоугольной задней камерой, а Pixel 7 Pro имеет дополнительную 48-мегапиксельную телекамеру. Фронтальная камера обоих телефонов содержит 10,8-мегапиксельный ультраширокоугольный объектив. В телефонах вернулась система распознавания лиц Face Unlock от Pixel 4 и Pixel 4 XL, только теперь эта функция работает исключительно от фронтальной камеры, а не от радарной технологии Project Soli.
Pixel 7 оснащен аккумулятором емкостью 4355 мАч, а Pixel 7 Pro — 5000 мАч. Оба телефона поддерживают быструю зарядку, беспроводную зарядку Qi, а также обратную беспроводную зарядку. Pixel 7 доступен с 128 или 256 ГБ памяти и 8 ГБ оперативной памяти, а Pixel 7 Pro — с 128, 256 или 512 ГБ памяти и 12 ГБ оперативной памяти. Помимо чипа Tensor второго поколения, оба телефона также оснащены модулем безопасности Titan M2, оптическим сканером отпечатков пальцев под дисплеем, стереодинамиками и стеклом Gorilla Glass Victus.

### Программное обеспечение
Pixel 7 и Pixel 7 Pro будут поставляться с Android 13 на старте продаж. Он будет получать не менее трех лет основных обновлений ОС с поддержкой до 2025 года и не менее пяти лет обновлений безопасности с поддержкой до 2027 года. Помимо улучшений Night Sight и Real Tone, функции камеры, представленные на Pixel 7 и Pixel 7 Pro, включают Guided Frame, Photo Unblur и Cinematic Blur. На Pixel 7 Pro также доступен режим макросъемки в дополнение к дополнительному телеобъективу, а также обновление Super Res Zoom. Функция Direct My Call и приложение Recorder получили улучшения производительности, а Google объявил, что его VPN-сервис Google One будет поставляться в комплекте с Pixel 7 без дополнительной оплаты. В рамках партнерства с Google, Snapchat и TikTok будут поддерживать 10-битное HDR-видео на Pixel 7 и Pixel 7 Pro.

## Маркетинг
Как и в прошлом году, картофельные чипсы с тематикой Pixel 7 были доступны в Японии за несколько недель до презентации телефонов.

## Прием
После презентации Pixel 7 и Pixel 7 Pro на Google I/O в 2022 году Шон Холлистер из The Verge высоко оценил разработку Google отличительного языка дизайна Pixel с продолжением панели камеры Pixel 6 и Pixel 6a.

## Ссылка
- Pixel 7. официальный раздел смартфона в магазине. Google Store[англ.]. Дата обращения: 28 апреля 2025. Архивировано 9 января 2023 года.
- Pixel 7 Pro. официальный раздел смартфона в магазине. Google Store[англ.]. Дата обращения: 28 апреля 2025. Архивировано 9 января 2023 года.